# Università nazionale di medicina Ivan Horbačevs'kyj
L'Università nazionale di medicina Ivan Horbačevs'kyj (in ucraino Тернопільський державний медичний університет імені І. Я. Горбачевського?, Ternopil's'kyj deržavnyj medičnyj universytet imeni I. Ja. Horbačevs'koho) è un'università di Medicina fondata nel 1957 a Ternopil' in Ucraina.
Prende il nome dal chimico Ivan Horbačevs'kyj.

## Struttura
Dipartimenti
- medico;
- farmaceutico;
- dentale;
- studenti stranieri;

Istituti educativi e scientifici
- morfologia;
- problemi medici e biologici;
- farmacologia, igiene e biochimica medica M. P. Skakun;
- modellizzazione e analisi dei processi patologici;
- assistenza infermieristica;
- istruzione post laurea.

L'università ha 57 dipartimenti.

## Informazioni generali
L'università impiega oltre 600 unità di personale in ambito scientifico e pedagogico, tra cui 102 dottori in scienze e professori. ed è frequentata da oltre 6530 studenti, tra cui oltre 1977 cittadini stranieri provenienti da 68 paesi.

## Partner internazionali
L'università collabora con più di 100 partner provenienti da 33 paesi del mondo.
In particolare, in Italia con
- Università degli Studi "Gabriele d'Annunzio"
- Università degli Studi di Catania
- L'Istituto per i Polimeri, Compositi e Biomateriali (IPCB)